# Hermes Glacier
Hermes Glacier är en glaciär i Antarktis. Den ligger i Västantarktis. Argentina, Chile och Storbritannien gör anspråk på området. Hermes Glacier ligger 1 694 meter över havet.
Terrängen runt Hermes Glacier är huvudsakligen kuperad, men den allra närmaste omgivningen är platt.  Trakten är obefolkad. Det finns inga samhällen i närheten.